# Факт-лист
Факт-лист или фактическая справка (от английского fact sheet) — короткий информационный материал для прессы, который содержит справочные данные об организации, её товарах и услугах. В отличие от бэкграундера в факт-листе содержатся краткое перечисление руководства организации, направлений её деятельности, возможные статистические данные об организации, техническая или финансовая информация, специальные термины, графики, таблицы и т. д.
Факт-лист обычно пишется для изданий, которые работают непосредственно в той области, в которой данная организация выпускает свою продукцию, и приведённая в факт-листе информация будет чрезвычайно полезна для таких изданий, но совершенно не нужна и непонятна аудитории других, также заинтересованных в информации о данной организации изданий.